# Torreón (kommun)
Torreón är en kommun i Mexiko.   Den ligger i delstaten Coahuila, i den centrala delen av landet, 800 km nordväst om huvudstaden Mexico City. Antalet invånare är 639 629. Arean är 1 948 kvadratkilometer.
Terrängen i Torreón är varierad.
Följande samhällen finns i Torreón:
- Torreón
- Fraccionamiento la Noria
- Jimulco
- Colonia Diez de Abril
- La Conchita Roja
- Los Azulejos Campestre
- La Cuchilla